# Sarfaraz Khan (acteur)
Sarfaraz Khan (Bombay, 22 april 1976) is een Indiaas acteur die voornamelijk in Hindi films speelt. Hij is de zoon van voormalig acteur Kader Khan.

## Filmografie
| Jaar | Film                               | Rol                                 | Opmerking  |
| ---- | ---------------------------------- | ----------------------------------- | ---------- |
| 1993 | Shatranj                           | jonge Dharamraj                     |            |
| 2000 | Hey Ram                            | Pyarelal                            |            |
| 2002 | Kya Yehi Pyaar Hai                 | Peter                               |            |
| 2002 | Maine Dil Tujhko Diya              | Chhote                              |            |
| 2003 | Tere Naam                          | Aslam                               |            |
| 2004 | Bazaar                             | Manav                               |            |
| 2004 | Black Friday                       | taxichauffeur                       |            |
| 2005 | Vaada                              | Sufi zanger, nummer "Ud Ud Ud Jaye" |            |
| 2008 | Slumdog Millionaire                | riskja bestuurder                   |            |
| 2009 | Wanted                             | Aslam                               |            |
| 2009 | Kissan                             | Kaku                                |            |
| 2010 | Milenge Milenge                    | Ashish                              |            |
| 2013 | Once Upon a Time in Mumbaai Dobara | Javed                               |            |
| 2013 | Ramaiya Vastavaiya                 | Akash                               |            |
| 2016 | The Stranger                       | Phil (stem)                         | korte film |
| 2019 | The Zoya Factor                    |                                     |            |
| 2019 | Dabangg 3                          | winkelier                           |            |